# チームK 5th Stage「逆上がり」
『チームK 5th Stage「逆上がり」』（チームケーフィフスステージ さかあがり）は、AKB48チームK劇場公演の5th Stageである。
本項では、その後の別チームによる「おさがり」公演についても記述する。また、公演曲を収録したCD・DVDについても記述する。

## 概要
AKB48チームKの5th公演である。この公演は、SKE48チームEの2nd公演、NMB48チームBIIの3rd公演、HKT48のひまわり組公演、SNH48チームNIIの2nd公演、NGT48チームGの1st公演としても使われている。

## 公演内容

### 曲目
1. overture
（作曲・編曲：尾澤拓実、歌：TAZ）
全AKB48公演共通である。
2. 掌
（作詞：秋元康、作曲：青木真一、編曲：伊藤心太郎）
3. 逆上がり
（作詞：秋元康、作曲：吉田将樹、編曲：野中"まさ"雄一）
4. 否定のレクイエム
（作詞：秋元康、作曲：RYO、編曲：Funta7）
5. その汗は嘘をつかない
（作詞：秋元康、作曲：小網準、編曲：関淳二郎）
6. エンドロール
（作詞：秋元康、作曲：鮫島巧、編曲：百石元）
7. わがままな流れ星
（作詞：秋元康、作曲：坂下正俊、編曲：市川裕一）
8. 愛の色
（作詞：秋元康、作曲：岡田実音、編曲：景家淳）
9. 抱きしめられたら
（作詞：秋元康、作曲：近藤薫、編曲：近藤薫・富岡ヒロミチ）
10. 虫のバラード
（作詞：秋元康、作曲：多胡邦夫、編曲：野中 "まさ" 雄一）
『SKE48リクエストアワー2014』でSKE48Ver.が1位を獲得した[注 1]。
11. フリしてマネして
（作詞：秋元康、作曲：宮島律子、編曲：武藤星児）
12. 海を渡れ!
（作詞：秋元康、作曲：松田信男、編曲：高島智明）
13. 街角のパーティー
（作詞：秋元康、作曲：成瀬英樹、編曲：景家淳）
14. ファンレター
（作詞：秋元康、作曲：BOUNCEBACK、編曲：野中 "まさ" 雄一）

アンコール
1. 不義理
（作詞：秋元康、作曲：沼宮内真、編曲：勝又隆一）
2. ハンパなイケメン
（作詞：秋元康、作曲：MASAHIKO、編曲：武藤星児）
3. To be continued.
（作詞：秋元康、作編曲：井上ヨシマサ）

### 演出
- 日替わりの寸劇からスタート。劇の最後は中原中也の詩「よごれちまった悲しみに」暗唱。
- 「わがままな流れ星」の終了後の掛け合いは日替わり。
- 「虫のバラード」はソロ曲。
- 「海を渡れ!」では小旗を使用。
- 「街角のパーティー」終了時にクラッカーを発射。

## AKB48 チームK 5th Stage「逆上がり」公演
公演期間
2009年4月11日 - 2010年2月21日
出演メンバー
秋元才加・梅田彩佳・大島優子・大堀恵・奥真奈美・小野恵令奈・河西智美・倉持明日香・小林香菜・佐藤夏希・近野莉菜・野呂佳代・増田有華・松原夏海・宮澤佐江・サポートメンバー
※初演から成瀬理沙が長期休業中（その後卒業）のため、15名体制で実施された。

ユニット曲担当
- エンドロール（梅田・大島・松原・野呂）
- わがままな流れ星（小野・小林）
- 愛の色（大堀・奥・近野・増田・宮澤・〈研究生〉） - 研究生枠は、主に石田晴香。
- 抱きしめられたら（倉持・河西・佐藤）
- 虫のバラード（秋元）

## SKE48 チームE 2nd Stage「逆上がり」公演
公演期間
2012年5月14日 - 2013年7月11日 84回
出演メンバー
磯原杏華・上野圭澄・内山命・梅本まどか・金子栞・木本花音・小林亜実・斉藤真木子・酒井萌衣・柴田阿弥・高木由麻奈・竹内舞・都築里佳・原望奈美・古畑奈和・山下ゆかり
※内山・斉藤・古畑は、2012年8月29日付で研究生から昇格。
※上記3人が昇格するまでは、3名欠員の13名体制で、サポートメンバーとして上記3名を含む研究生が出演していた。
※上野・原は、2013年4月16日の公演を最後に同年5月6日に卒業。

ユニット曲担当
- エンドロール（磯原・梅本・原・斉藤）
- わがままな流れ星（木本・柴田）
- 愛の色（上野・酒井・竹内・都築・内山・古畑）
- 抱きしめられたら（金子・小林・高木）
- 虫のバラード（山下）

## NMB48 チームBII 3rd Stage「逆上がり」公演
公演期間
2014年4月22日 - 2016年12月11日
出演メンバー
井尻晏菜・磯佳奈江・市川美織・植田碧麗・梅田彩佳・大段舞依・門脇佳奈子・上枝恵美加・川上千尋・木下春奈・日下このみ・黒川葉月・渋谷凪咲・高柳明音・照井穂乃佳・内木志・林萌々香・松岡知穂・薮下柊・渡辺美優紀
磯は、2014年5月16日の公演から参加。
大段・照井・松岡は、2015年2月4日付で研究生から昇格。照井は3月2日の公演から、大段・松岡は4月16日の公演からそれぞれ参加。
上枝は、2015年4月9日の公演を最後に、同年4月13日から9月28日まで活動休業。同年10月27日の公演から復帰。
黒川は、2016年2月3日の公演を最後に、同年2月4日から3月31日まで活動休業。同年4月3日の公演から復帰。
高柳は、2015年5月22日の公演をもって兼任解除。照井は、2015年6月30日の公演をもって卒業。
門脇は、2016年2月29日の公演をもって卒業。梅田は、2016年3月20日の卒業公演を最後に、同年3月31日卒業。渡辺は2016年8月9日の公演をもって卒業。植田は2016年9月30日の卒業公演を最後に、同年10月2日卒業。松岡は2016年10月11日の卒業公演を最後に、木下春は2016年10月21日の卒業公演を最後に、同年10月23日に卒業。黒川は2016年12月4日の卒業公演を最後に、同年12月24日卒業。

ユニット曲担当（各曲各ポジションから1名ずつ出演。一番左が公演初日のポジションである）
- エンドロール
  - 梅田・日下
  - 高柳・木下
  - 木下・黒川
  - 日下

- わがままな流れ星
  - 薮下・門脇
  - 市川・磯・大段

- 愛の色
  - 井尻
  - 植田・川上・松岡
  - 門脇・植田
  - 川上・内木
  - 内木・磯・照井
  - 林

- 抱きしめられたら
  - 渡辺・上枝・黒川・市川
  - 上枝・植田
  - 黒川・磯

- 虫のバラード
  - 渋谷・上枝・門脇

2016年2月3日公演以降は、ユニット曲担当が下記のように変わった。
- エンドロール
  - 川上
  - 市川
  - 門脇
  - 内木

- わがままな流れ星
  - 松岡
  - 大段

- 愛の色
  - 植田
  - 梅田
  - 日下
  - 木下
  - 上枝
  - 黒川

- 抱きしめられたら
  - 井尻
  - 渋谷
  - 林

- 虫のバラード
  - 薮下

※本公演では、「To be continued.」の前に、「高嶺の林檎」とメドレー（「HA!」、「三日月の背中」、「北川謙二」の3曲構成）が挿入されている。2014年6月15日公演より、「高嶺の林檎」が「イビサガール」に差し替えられた。

## SNH48 チームNII 2nd Stage「逆上がり」公演
中国語での公演名称は「逆流而上」
公演期間
2014年4月25日 - 2014年10月4日
出演メンバー（初日プログラム）
陳佳瑩・董艶芸・龔詩淇・何曉玉・黄婷婷・鞠婧禕・李藝彤・林思意・陸婷・羅蘭・孟玥・唐安琪・萬麗娜・徐言雨・易嘉愛・曽艶芬・趙粵
ユニット曲担当（初日プログラム）
- エンドロール（龔詩淇・董艶芸・徐言雨・趙粵）
- わがままな流れ星（羅蘭・萬麗娜）
- 愛の色（何曉玉・黄婷婷・林思意・唐安琪・易嘉愛・曽艶芬）
- 抱きしめられたら（陳佳瑩・陸婷・孟玥）
- 虫のバラード（鞠婧禕）

## NGT48 チームG 1st Stage「逆上がり」公演
公演期間
2018年7月1日 - 2019年4月21日
出演メンバー
小熊倫実・角ゆりあ・日下部愛菜・菅原りこ・中井りか・中村歩加・奈良未遥・長谷川玲奈・本間日陽・村雲颯香・山口真帆・サポートメンバー
ユニット曲担当
- エンドロール（小熊・日下部・長谷川・清司）
- わがままな流れ星（菅原・奈良）
- 愛の色（角・中村・村雲・太野）
- 抱きしめられたら（中井・山口・西村）
- 虫のバラード（本間）

※本公演では、チームGメンバーにサポートメンバーを加えた14人で行われており、「愛の色」が4人での歌唱となっている。アンコール1曲目と2曲目が「春はどこから来るのか?」、「Maxとき315号」に差し替えられている。

## AKB48 田口チームK「逆上がり」公演
新型コロナウィルス感染症の流行で出演メンバー数を8人に制限した公演としてスタートした。
公演期間
2022年4月25日 - 2023年10月13日
出演メンバー（初日公演）
市川愛美・下口ひなな・高橋彩音・田口愛佳・服部有菜・茂木忍・山内瑞葵・山邊歩夢
ユニット曲担当
- エンドロール（市川・下口・田口・茂木）
- わがままな流れ星（高橋・山邊）
- 愛の色（下口・服部・茂木・山内）
- 抱きしめられたら（市川・髙橋・田口）
- 虫のバラード（山内）

## HKT48 ひまわり組「逆上がり」公演
公演期間
2024年7月17日 -
出演メンバー（初日公演）
井澤美優・市村愛里・伊藤優絵瑠・猪原絆愛・今村麻莉愛・川平聖・栗原紗英・栗山梨奈・坂本りの・竹本くるみ・田中伊桜莉・地頭江音々・渕上舞・森﨑冴彩・梁瀬鈴雅・山内祐奈
ユニット曲担当（初日公演）
- エンドロール（栗山・伊藤・梁瀬・猪原）
- わがままな流れ星（今村・竹本）
- 愛の色（森﨑・川平・渕上・坂本・田中・井澤）
- 抱きしめられたら（市村・栗原・山内）
- 虫のバラード（地頭江）

## スタジオ収録CD
公演曲を公演メンバーがスタジオ収録したものである。

### チームK 5th Stage「逆上がり」（CD）
ジャケット写真（再発盤）
宮澤佐江
収録メンバー
秋元才加・梅田彩佳・大島優子・大堀恵・奥真奈美・小野恵令奈・河西智美・倉持明日香・小林香菜・佐藤夏希・近野莉菜・野呂佳代・増田有華・松原夏海・宮澤佐江・石田晴香（研究生）
収録曲
1. overture
2. 掌
3. 逆上がり
4. 否定のレクイエム
5. その汗は嘘をつかない
6. エンドロール（歌：梅田・大島・松原・野呂）
7. わがままな流れ星（歌：小野・小林）
8. 愛の色（歌：石田・大堀・奥・近野・増田・宮澤）
9. 抱きしめられたら（歌：倉持・河西・佐藤）
10. 虫のバラード（歌：秋元）
11. フリしてマネして
12. 海を渡れ!
13. 街角のパーティー
14. ファンレター
15. 不義理
16. ハンパなイケメン
17. To be continued.

### Team E 2nd「逆上がり」
収録メンバー
磯原杏華・岩永亞美・上野圭澄・梅本まどか・金子栞・木本花音・小林亜実・斉藤真木子・酒井萌衣・柴田阿弥・高木由麻奈・竹内舞・都築里佳・原望奈美・古畑奈和・山下ゆかり
収録曲
1. overture（SKE48 ver.）
2. 掌
3. 逆上がり
4. 否定のレクイエム
5. その汗は嘘をつかない
6. エンドロール（歌：磯原・梅本・原・斉藤）
7. わがままな流れ星（歌：木本・柴田）
8. 愛の色（歌：上野・酒井・竹内・都築・岩永・古畑）
9. 抱きしめられたら（歌：金子・小林・高木）
10. 虫のバラード（歌：山下）
11. フリしてマネして
12. 海を渡れ!
13. 街角のパーティー
14. ファンレター
15. 不義理
16. ハンパなイケメン
17. To be continued.

## 劇場公演DVD・microSD
劇場公演初、microSDでも販売が行われた。

### チームK 5th Stage「逆上がり」（DVD・microSD）
収録メンバー
秋元才加・梅田彩佳・大島優子・大堀恵・奥真奈美・小野恵令奈・河西智美・倉持明日香・小林香菜・佐藤夏希・近野莉菜・野呂佳代・増田有華・松原夏海・宮澤佐江・石田晴香（研究生）
収録曲
1. overture
2. 掌
3. 逆上がり
4. 否定のレクイエム
5. その汗は嘘をつかない
6. エンドロール（歌：梅田・大島・松原・野呂）
7. わがままな流れ星（歌：小野・小林）
8. 愛の色（歌：石田・大堀・奥・近野・増田・宮澤）
9. 抱きしめられたら（歌：倉持・河西・佐藤）
10. 虫のバラード（歌：秋元）
11. フリしてマネして
12. 海を渡れ!
13. 街角のパーティー
14. ファンレター
15. 不義理
16. ハンパなイケメン
17. To be continued.

### SKE48 チームE 2nd Stage「逆上がり」（DVD）
収録メンバー
磯原杏華・上野圭澄・内山命・梅本まどか・金子栞・木本花音・小林亜実・斉藤真木子・酒井萌衣・柴田阿弥・高木由麻奈・竹内舞・都築里佳・原望奈美・古畑奈和・山下ゆかり
収録曲
1. overture（SKE48 ver.）
2. 掌
3. 逆上がり
4. 否定のレクイエム
5. その汗は嘘をつかない
6. エンドロール（歌：磯原・梅本・原・斉藤）
7. わがままな流れ星（歌：木本・柴田）
8. 愛の色（歌：上野・酒井・竹内・都築・内山・古畑）
9. 抱きしめられたら（歌：金子・小林・高木）
10. 虫のバラード（歌：山下）
11. フリしてマネして
12. 海を渡れ!
13. 街角のパーティー
14. ファンレター
15. 不義理
16. ハンパなイケメン
17. To be continued.

## セルフカバーなど
- 抱きしめられたら（河西智美1stシングル・カップリング）